# Typhlocyba saffrana
Typhlocyba saffrana är en insektsart som beskrevs av Mcatee 1926. Typhlocyba saffrana ingår i släktet Typhlocyba och familjen dvärgstritar. Inga underarter finns listade i Catalogue of Life.